# 폴란드 인민공화국
폴란드 인민공화국(폴란드어: Polska Rzeczpospolita Ludowa 폴스카 제치포스폴리타 루도바[*], PRL)는 체제 수립은 1947년부터, 폴란드 인민공화국으로는 1952년부터 1989년까지 존속했던 폴란드의 사회주의 국가이다.
폴란드 인민공화국은 국제법으로 규정된 주권 국가였다. 1960년부터 소련은 폴란드의 내정과 외교에 큰 영향을 끼쳤으며, 붉은 군대가 폴란드에 주둔하였다.(1945년: 500,000명, 1955년까지: 120,000~150,000명, 1989년까지: 40,000명) 1945년 당시 폴란드 군대(Wojsko Polskie) 장군의 80%를 소련의 장군과 조언자들이 차지하고 있었다. 곧 폴란드 공산당은 유일하게 합법 정당이 되었으며, 폴란드는 공식적으로 공산주의 국가가 되었다.
그러나 1989년에 비공산주의를 선포하면서 공산주의 국가에서 탈퇴하였다.

## 역사

폴란드 동부(회색)은 소비에트 연방 영토로 편입되었으며, 오데르-나이세선 서쪽 독일 땅 대부분(분홍색)은 러시아 제국 영토 였던곳하고 남은 폴란드(흰색)에 할양되었고, 이 두 지역이 새로이 창설한 폴란드 인민공화국을 이루게 되었다.
그리하여 전자에 비해 후자의 크기가 더 줄어들었다.

1944년 7월 독일이 점령한 폴란드에 소련이 침입한 뒤 폴란드 망명 정부의 스타니스와프 미코와이치크 (Stanisław Mikołajczyk)는 처칠과 함께 모스크바에 가서 몰로토프-리벤트로프 조약에서 정한 폴란드 동부를 소련 영토로 병합하는 데 반대하였다.:47 폴란드는 미국 루즈벨트 대통령이 스탈린에게 "제시한" 위장된 노블레스 오블리주에 대한 對소련 정책의 첫 시험이 되었는데,:251 루즈벨트는 미코와이치크가 모스크바에 가기 전에 "걱정하지 마시오. 스탈린은 당신들의 자유를 뺏을 뜻이 없소."라고 말하였으며, 미국의 지지를 확보한 뒤 "나는 당신네 나라가 이번 전쟁 때문에 피해를 입지 않도록 하겠소."라고 말하였다.:252  미코와이치크는 더 작은 영토를 제시하였으나, 스탈린은 거부하였고, 그에게 자신은 폴란드 인민 해방 위원회(PKWN, 나중에는 "루블린 위원회")에 망명 정부가 참여할 수 있게 하겠다고 밝혔는데,:47~48 인민 해방 위원회는 소련의 전권대사 니콜라이 불가닌 상장이 직접 감독하는 위성 정당들과 공산주의자들로 구성된 집단이었다.:46 얄타 회담(1945년 2월)에서는 몰로토프-리벤트로프 조약에서 규정한 폴란드 동부 영토 대부분을 소련 영토에 병합하기로 합의되었고, 한편 폴란드에게는 동독의 일부 지역을 대신 주기로 하였다.:47~48:212 그리하여 우크라이나 소비에트 사회주의 공화국과 벨로루시 소비에트 사회주의 공화국은 각각 폴란드 동부 영토 일부를 얻게 되었다.:47~48 소련은 오데르-나이세선 동쪽의 독일 땅(이곳은 독일의 비옥한 지역 상당 부분을 차지하였다.)을 폴란드에 양도하였다.:47~48:5 또 얄타에서 인민 해방 위원회로 구성된 소비에트의 과도 정부가 망명 정부를 포함하여 "폭넓은 민주적 기반에 따라" 재구성하며, 재구성한 정부는 가장 먼저 선거 준비를 하기로 합의하였다.:48러시아 제국의 영토였던 폴란드 입헌왕국은 소련이 편입하지 않았다.
폴란드 인민해방위원회는 자신들이 폴란드 사회를 대표하는 지역 자생의 단체로 가장하면서, 정부 당국의 역할을 가지고 제2차 세계 대전 이전 런던에 있던 폴란드 망명 정부에 도전하였다.:46 얄타 회담에서 약속한 "자유롭고 공명정대한 선거"가 치러질지에 대한 의심이 점차 커지게 되었다.:218 나치에 저항한 세력을 비롯하여 비공산주의자와 빨치산은 조직적으로 처형되었다.:46 인민 해방 위원회가 자신들이 정부에 참여시키길 원하는 사람을 고를 수 있는 권리가 있다고 주장하자, 새로이 자유롭게 정부가 들어서리라는 기대는 물거품이 되었고, 소비에트의 내무인민위원회는 1945년 3월 정부 재구성 협상에 참여하려는 폴란드 반체제 인사 16명을 소련으로 잡아가 그해 6월에 전시 재판에 넘겼다.:48:218
이들 반체제 인사들이 장기 복역을 선고받는 사이, 정치범이 풀려나고 소련군이 물러나리란 기대는 강한 수비대나 실행 계획이 없어 사라지게 되었다.:49 그리하여 미코와이치크를 비롯한 폴란드 망명 정부 요인들은 다시 대중의 지지를 얻고 여러 세력들을 자신들의 대의에 끌어들여 블록 정치를 잠식하였다.:80 그러자 스탈린은 미코와이치크의 폴란드 인민당이 의회에 할당된 의석의 1/4만 받아들여야 하며, 그렇지 않으면 억압과 정치적 고립이 뒤따르리라고 명령하였다.:81 브와디스와프 고무우카와 볼레스와프 비에루트가 주도하는 폴란드 공산주의자들은 자신들의 지지가 약하다는 것을 알고 있었는데, 특히 "3번의 동의"(3 razy TAK; 3xTAK)이라는 정책에 대한 국민 투표에서 대규모 공산주의식 토지 개혁과 산업 국유화 등 제시된 개혁에 지지한 비중이 폴란드 인구의 1/3도 되지 않아 부결되었다. 미코와이치크의 인민당은 공산당 세력 바깥에서 자신들의 몫을 빼앗으려는 압력에 계속 저항하자, 선거구 1/4에서 인민당 후보가 자격을 박탈당하는가 하면 1,000,000명 이상의 인민당 활동자들이 체포되는:220 등 공공연히 테러를 당하게 되었으며:81:218, 면밀하게 조작된 부정 선거로 고무우카의 공산주의 세력은 다수를 확보하였다.
미코와이치크는 희망을 잃고 나라를 떠났다.:81 그의 지지자들은 무자비한 억압을 끊임없이 당하게 되었다.:81 1946년 10월 날조된 국민투표로 새 정부는 고용인 50명 이상의 모든 기업 뿐 아니라, 두 곳 이외의 모든 은행을 국유화하였다.:218 특히 1946년에 대중의 반대는 진압당하였으나 지하 활동은 여전히 잔존하였다.:110 1947년 1월에 열린 부정 선거로 1949년 비민주적인 공산주의 국가인 폴란드 인민공화국이 공식적으로 들어섰다. 저항군은 우크라이나에 병합된 폴란드 동부 지역에서 계속 공산주의자들과 싸웠으며, 이에 소련은 1944년에서 1952년 사이에 600,000여 명의 사람들을 체포하고 이 가운데 1/3 정도를 처형하였으며, 나머지는 구금 또는 망명되는 등의 조치로 대응하였다.
1980년대에 레흐 바웬사(Lech Wałęsa)가 지도하는 자유 노조(Solidarność)가 저항하여 여러번 파업이 일어났다. 결국 공산주의 정부는 폴란드 원탁 회의로 민주화 세력에게 굴복한다.
1990년에 소련의 위성국인 폴란드 인민공화국이 해체되고 폴란드 제3공화국이 세워지자 폴란드 망명 정부는 1935년의 폴란드 헌법 전문과 폴란드 제2공화국의 국새, 대통령기, 국장을 전부 레흐 바웬사에게 넘겨주고 자진 해체하였다.

## 국방
폴란드 동부군의 후신인 폴란드 인민군이 존재했다.